# لاینوس سباستین
لاینوس گابریل سباستین (زاده ۲۰ اوت ۱۹۸۶) یک یوتیوبر کانادایی است. او خالق و میزبان کانال یوتیوب Linus Tech Tips(LTT) است. او همچنین بنیان‌گذار گروه رسانه ای لاینوس است و از سال ۲۰۱۳ به عنوان مدیر عامل آن فعالیت می‌کند.
سباستین بیشتر به دلیل ایجاد و میزبانی چهار کانال فناوری Techquickie, Linus Tech Tips(LTT) و ShortCircuit شناخته شده‌است. تعداد مشترکان این کانال‌ها در مجموع بیش از ۲۰ میلیون است. او در سال‌های ۲۰۰۷ تا ۲۰۱۳ مجری دائمی ویدیوهای فناوری برای فروشگاه لوازم کانادایی NCIX بود. او همچنین مالک Floatplane Media است.
تا تاریخ March ۲۰۲۱، کانال Linus Tech Tips بیشترین تعداد بازدیدهای کانال‌های فناوری یوتیوب را دارد.

## کار

### کانال‌های Linus Tech Tips و NCIX

لوگوی Linus Tech Tips در سال ۲۰۱۸

سباستین به عنوان مدیر محصولات برای فروشگاه کامپیوتری کانادایی NCIX کار می‌کرد. شرکت از خواست تا میزبان کانال فناوری‌اش بشود که برای نمایش محصولات این شرکت ایجاد شده بود. سباستین با کمک یک فیلمبردار و تدوینگر ناشناس و با منابع محدود کار کرد و با دوربینی که از پسر رئیس شرکت قرض گرفته بود فیلمبرداری می‌کرد. او اولین ویدیو خود را در ۲۵ ژوئیه ۲۰۰۷ منتشر کرد.
به دلیل هزینه‌های بالا و بیننده کم در روزهای اولیه کانال، به سباستین دستور داده شد که کانال Linus Tech Tips را به عنوان یک شاخه ارزان‌تر از کانال NCIX ایجاد کند تا کیفیت تولید کم به برند NCIX آسیب نزند. Linus Tech Tips در ۲۴ نوامبر ۲۰۰۸ ایجاد شد.
سباستین ویدیوهایش را به‌صورت تمام وقت را در NCIX توسعه نداد. در طول مدت حضورش در شرکت، او به عنوان نماینده فروش تمام وقت، طراح سیستم‌های پیشرفته، مدیر محصول و مدیر دسته‌بندی کار می‌کرد. او در نهایت پس از اختلاف در مورد مدیریت شرکت، NCIX را ترک کرد. و مذاکره‌ای انجام داد که در آن می‌توانست کانال را تا زمانی که شرط عدم رقابت را امضا کند، حفظ کند.

### گروه رسانه ای لاینوس
سباستین در ژانویه ۲۰۱۳ گروه رسانه ای لاینوس (به انگلیسی: Linus Media Group(LMG)) را در یک گاراژ تأسیس کرد. لوک لافرنیر، ادزل یاگو و براندون لی اولین کارمندانش بودند. این گروه کانال Linus Tech Tips را به عنوان یک سرمایه‌گذاری مستقل توسعه داد. بین سال‌های ۲۰۱۷ و ۲۰۱۹، این گروه میزبان رویدادی سالانه بود که نمایشگاه LTX نام دارد.
دفتر مرکزی گروه رسانه‌ای لاینوس در سوری، بریتیش کلمبیا در کانادا قرار دارد. این دفتر تا آوریل ۲۰۲۲، بیش از ۸۰ کارمند تمام وقت داشت.
لاینوس در سال ۲۰۲۳ از موقعیت خودش به‌عنوان مدیر عامل گروه رسانه‌ای لاینوس استعفا داد و به‌عنوان مدیر خلاقیتی گروه کار می‌کند.

### پروژه‌های مهم
در ۲ ژانویه ۲۰۱۶، Linus Tech Tips ویدیویی را منتشر کرد که نشان می‌داد رایانه‌ای می‌تواند از هفت کاربر جداگانه پشتیبانی کند. هزینه کلی آن ۳۰۰۰۰ دلار برآورد شده‌است. این ویدئو در تعدادی از وب‌سایت‌ها خبرساز شد. این کامپیوتر دارای هشت ماژول رم ۳۲ گیگابایتی، هشت اس‌اس‌دی کینگستون، دو پردازنده اینتل زئون ۱۴ هسته‌ای E5 2697 v3، هفت کارت گرافیک AMD R9 نانو، یک پی‌اس‌یو ای‌وی‌جی‌ای تی۲ ۱۶۰۰ وات با مادربرد ایسوس Z10PE-D8 WS بود. این پروژه توسط کینگستون تکنولوژی حمایت مالی شد.
در اوت ۲۰۱۷، کانال Linus Tech Tips یک ویدیوی دو قسمتی را آپلود کرد که در آن توانستند با وضوح ۱۶کی (۱۵۳۶۰ در ۸۶۴۰ پیکسل) با استفاده از ۱۶ نمایشگر ۴کی ایسر مدل Predator XB1 در حالت ۴ در ۴ بازی کنند. سیستمی که نمایشگر را اجرا می‌کرد به ۴ کارت گرافیک ان‌ویدیا Quadro P5000 مجهز بود.

## زندگی شخصی
سباستین از ۲۰ می ۲۰۱۱ با ایوان هو ازدواج کرده‌است. آنها یک پسر و دو دختر دارند.
در ژانویه ۲۰۲۰، سباستین ادعا کرد که به بازنشستگی فکر می‌کند. با این حال، او بعداً گفت که نظرش تغییر کرده‌است.